# Avion combi

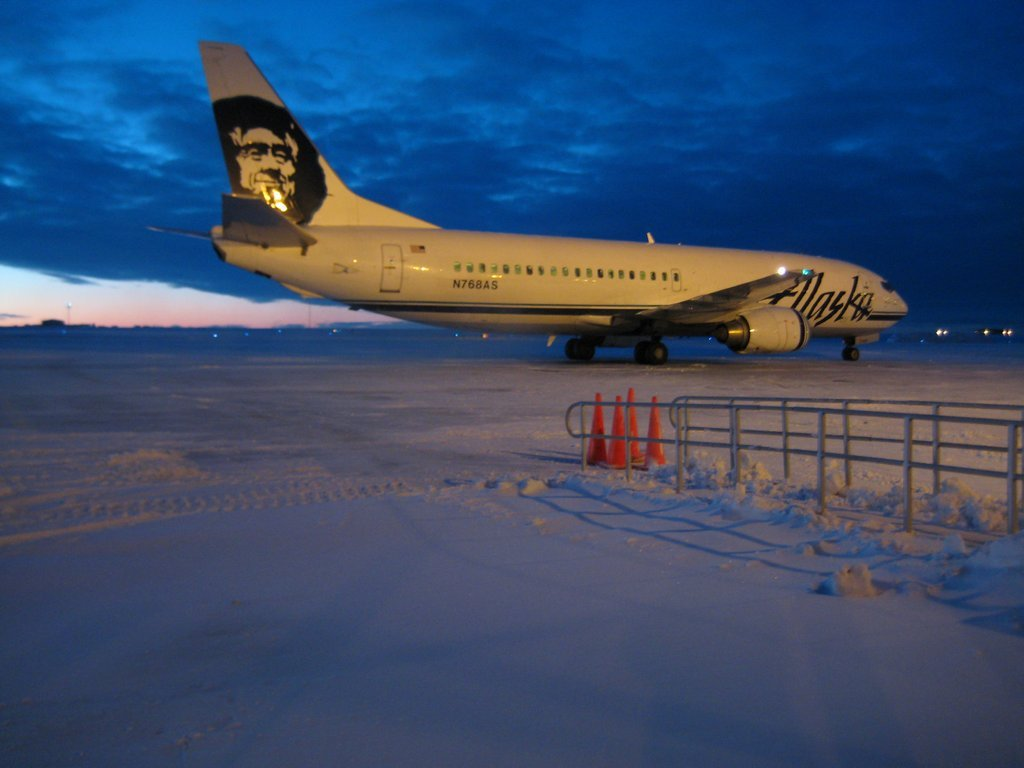
Un avion combi 737-400 d'Alaska Airlines à Barrow, décembre 2007.

En aviation commerciale, un avion combi désigne un avion qui peut être utilisé pour emporter à la fois des passagers, comme un avion de ligne, et du fret comme un avion de transport. Il peut avoir une cabine séparée pour permettre les deux utilisations en même temps. Les avions combi sont généralement équipés d'une très grande porte cargo, ainsi que de rails sur le plancher de la cabine pour permettre l'ajout et le retrait rapides de sièges.

## Quelques avions combi
- SE 210 Caravelle 11R
- A300C4-203 / A300C4-600R
- A310-203C (un seul assemblage)
- 727-100
- 727-200
- 737-200
- 737-400
- 737-700
- 757-200
- 747-200
- 747-400